# بایجو بهات
بایجو بهات (انگلیسی: Baiju Bhatt؛ زادهٔ ۱۹۸۴/۱۹۸۵ (۳۹–۴۰ سال)) کارآفرین و سرمایه‌دار آمریکایی هندی‌تبار است، که در سال ۲۰۱۳ با مشارکت ولادیمیر تنف، شرکت رابین‌هود مارکتس را راه‌اندازی کرد.